# Classe Cigale
 (septembre 2017).
La classe Cigale ou chalands multi-missions (CMM) est une classe de chalands automoteurs affectés au service portuaire et utilisés pour les travaux sous-marins, la formation des plongeurs, le transport de matériel ou la lutte anti-pollution. Ce sont les premiers bâtiments de surface de la Marine nationale française à disposer d'une propulsion hybride avec batteries. La réception du premier exemplaire a eu lieu en novembre 2017. La commande de la série complète a lieu le 6 mars 2018. Les deux unités optionnelles ont également été commandées par la Marine nationale, ce qui porte la série à 8 exemplaires.

## Description[3]
La coque des CMM est longue de 24 m, large de 7 m et constituée d'aluminium. Elle supporte une superstructure en composite placée à l'avant, coiffée d'une passerelle de navigation. L'arrière est plat et dégagé, constituant un espace de travail ou de stockage. 
Le système de propulsion hybride avec batteries est une nouveauté dans la Marine nationale. Cette motorisation combine des groupes électrogènes alimentés au gazole et des batteries électriques. Les premiers fonctionnent à vitesse maximale et les seconds à faible allure, là où les moteurs thermiques sont moins efficaces. Cette installation permet de réduire la consommation de carburant, les émissions polluantes et sonores, favorisant le bien-être des marins durant les périodes de travail à faible vitesse.

## Historique

### Origines
Les missions de servitude dans les rades de la Marine nationale sont réalisées depuis 1987 par les chalands automoteurs Thomery (CHA 27 à 38), une classe de navires en fin de vie. 
Après une demande d'information en juillet 2011  et appel d'offres en 2013, la conception d'une nouvelle classe de chalands est remportée en décembre 2015 par un groupement formé par le chantier naval H2X (Groupe Ixblue), le bureau d’étude Mauric,la société spécialiste de système énergie-propulsion Alt.EN (Alternatives Énergies) et Cegelec Défense et Naval Sud-Est.

### Développement
Les CMM seront construits par le chantier naval H2X à La Ciotat et maintenus en condition opérationnelle par Cegelec Défense et Naval Sud-Est.
La livraison du premier exemplaire (Cigale) a eu lieu en novembre 2017. Après 3 mois d’utilisation opérationnelle, la série est lancée et les chalands multi-missions seraient livrés en mi-2019 et mi-2020. 
La livraison du deuxième exemplaire (Criquet) a eu lieu le 8 juillet 2019. Celle des quatrième, cinquième et sixième ayant eu lieu le 10 décembre 2019.
Les ports de Toulon et Brest recevraient deux exemplaires, celui de Cherbourg et le Pôle écoles Méditerranée de Saint-Mandrier une seule unité. Un chaland est prévu pour les Antilles et un dernier pour la CEllule Plongée Humaine et Intervention Sous la MER (CEPHISMER) soit un total de huit navires.

## Unités
Huit unités ont reçu leur nom de baptême :
| no   | Nom      | Port d'attache                            | Mise en service  |
| ---- | -------- | ----------------------------------------- | ---------------- |
| Y622 | Cigale   | Pôle écoles Méditerranée École de plongée | avril 2018       |
| Y623 | Criquet  | Base navale de Toulon                     | 25 novembre 2019 |
| Y624 | Grillon  | Base navale de Toulon                     | 25 novembre 2019 |
| Y625 | Fourmi   | Base navale de Brest                      |                  |
| Y626 | Scarabée | Base navale de Brest                      |                  |
| Y627 | Araignée | Base navale de Cherbourg                  |                  |
| Y628 | Luciole  | Base navale de Fort de France             |                  |
| Y629 | Tianée   | CEPHISMER                                 |                  |